# Dvaita
Dvaita (Bheda-vâda, Tattva-vâda, Bimba-pratibimba-vâda) är en dualistisk riktning inom hinduismen, grundlagd i huvudsak av Madhva under 1300-talet. Riktningen anser, till skillnad från bl.a. Advaita, att det råder en evig och sann skillnad mellan den individuella människans själ (jiva) och Gud (Ishvara, Vishnu). Man anser även att Brahman skiljer sig från en sann fysisk verklighet och från "jaget" hos en människa.
En viktig skillnad gentemot till exempel kristendom och judendom är att den mänskliga själen anses evig och inte vara skapad av Gud. 
Dvaitas inställning till själens eviga separation från Brahman avviker från klassisk hinduism. Detsamma gäller i än högre grad Dvaitas indelning av själarna i klasser, något som liknar Calvins dubbla predestination
- Den första klassen av själar kommer att kvalificera sig för befrielse från återfödelse (moksha), nämligen mukti-yogyas
- Den andra klassen själar är dömd till evig återfödelse, nämligen nitya-samsarins
- Den tredje klassen själar är dömd att i tidernas fullbordan falla ner i helvetet (naraka), nämligen tamo-yogyas.